# Eleições legislativas portuguesas de 2005 no distrito de Leiria
| Eleições legislativas portuguesas de 2005 Distritos: Aveiro \| Beja \| Braga \| Bragança \| Castelo Branco \| Coimbra \| Évora \| Faro \| Guarda \| Leiria \| Lisboa \| Portalegre \| Porto \| Santarém \| Setúbal \| Viana do Castelo \| Vila Real \| Viseu \| Açores \| Madeira \| Estrangeiro |

## Resultados por Concelho
Os resultados nos concelhos do Distrito de Leiria foram os seguintes:

### Alcobaça
| Partido                 | Partido                        | Votos  | %               | +/-   |
| ----------------------- | ------------------------------ | ------ | --------------- | ----- |
|                         | Partido Social Democrata       | 12 669 | 40,25 / 100,00  | 10,62 |
|                         | Partido Socialista             | 11 763 | 37,37 / 100,00  | 6,23  |
|                         | Partido Popular                | 2 415  | 7,67 / 100,00   | 0,50  |
|                         | Bloco de Esquerda              | 1 599  | 5,08 / 100,00   | 3,13  |
|                         | Coligação Democrática Unitária | 1 205  | 3,83 / 100,00   | 0,14  |
|                         | Outros                         | 680    | 2,16 / 100,00   |       |
| Votos Inválidos         | Votos Inválidos                | 1 144  | 3,63 / 100,00   | 1,18  |
| Total                   | Total                          | 31 475 | 100,00 / 100,00 |       |
| Eleitorado/Participação | Eleitorado/Participação        | 46 925 | 67,08 / 100,00  | 2,09  |

| Freguesia                 | %     | %     | %     | %    | %    | Votantes |
| Freguesia                 | PSD   | PS    | PP    | BE   | CDU  | Votantes |
| ------------------------- | ----- | ----- | ----- | ---- | ---- | -------- |
| Alcobaça                  | 33,33 | 38,31 | 9,10  | 7,93 | 6,52 | 3 177    |
| Alfeizerão                | 43,60 | 39,79 | 6,48  | 3,55 | 1,90 | 1 945    |
| Aljubarrota (Prazeres)    | 25,34 | 49,00 | 6,09  | 6,61 | 6,61 | 1 906    |
| Aljubarrota (São Vicente) | 59,25 | 21,85 | 7,66  | 2,87 | 2,07 | 1 254    |
| Alpedriz                  | 24,73 | 51,18 | 4,95  | 6,02 | 6,02 | 465      |
| Bárrio                    | 29,48 | 45,14 | 8,09  | 5,94 | 5,73 | 977      |
| Benedita                  | 53,11 | 25,54 | 9,71  | 4,16 | 1,45 | 4 903    |
| Cela                      | 42,16 | 34,84 | 7,65  | 4,51 | 4,24 | 1 817    |
| Coz                       | 23,81 | 51,35 | 6,26  | 5,82 | 3,65 | 1 151    |
| Évora de Alcobaça         | 48,17 | 32,87 | 7,73  | 3,47 | 1,97 | 2 537    |
| Maiorga                   | 19,44 | 58,70 | 4,67  | 4,52 | 8,14 | 1 327    |
| Martingança               | 29,86 | 45,86 | 4,57  | 7,43 | 5,43 | 700      |
| Montes                    | 30,42 | 47,92 | 4,38  | 8,54 | 2,71 | 480      |
| Pataias                   | 24,55 | 50,87 | 4,51  | 7,48 | 6,46 | 3 035    |
| São Martinho do Porto     | 34,79 | 40,34 | 8,90  | 6,64 | 3,57 | 1 371    |
| Turquel                   | 59,71 | 21,00 | 10,37 | 2,66 | 1,08 | 2 410    |
| Vestiaria                 | 23,33 | 54,78 | 5,50  | 4,06 | 6,03 | 763      |
| Vimeiro                   | 64,84 | 17,82 | 10,90 | 1,83 | 0,72 | 1 257    |
| Alcobaça                  | 40,25 | 37,37 | 7,67  | 5,08 | 3,83 | 31 475   |

### Alvaiázere
| Partido                 | Partido                  | Votos | %               | +/-  |
| ----------------------- | ------------------------ | ----- | --------------- | ---- |
|                         | Partido Social Democrata | 3 067 | 64,51 / 100,00  | 8,50 |
|                         | Partido Socialista       | 923   | 19,42 / 100,00  | 4,49 |
|                         | Partido Popular          | 447   | 9,40 / 100,00   | 0,95 |
|                         | Bloco de Esquerda        | 75    | 1,58 / 100,00   | 0,90 |
|                         | Outros                   | 112   | 2,36 / 100,00   |      |
| Votos Inválidos         | Votos Inválidos          | 130   | 2,73 / 100,00   | 1,24 |
| Total                   | Total                    | 4 754 | 100,00 / 100,00 |      |
| Eleitorado/Participação | Eleitorado/Participação  | 7 419 | 64,08 / 100,00  | 1,32 |

| Freguesia           | %     | %     | %     | %    | Votantes |
| Freguesia           | PSD   | PS    | PP    | BE   | Votantes |
| ------------------- | ----- | ----- | ----- | ---- | -------- |
| Almoster            | 64,01 | 20,91 | 10,34 | 0,86 | 464      |
| Alvaiázere          | 58,09 | 23,87 | 9,76  | 2,86 | 1 014    |
| Maçãs de Caminho    | 56,72 | 23,11 | 10,92 | 0    | 238      |
| Maçãs de Dona Maria | 66,69 | 15,57 | 11,88 | 1,04 | 1 246    |
| Pelmá               | 72,30 | 14,31 | 8,36  | 1,49 | 538      |
| Pussos              | 64,28 | 20,30 | 8,12  | 2,57 | 739      |
| Rego da Murta       | 68,16 | 20,97 | 4,08  | 0,39 | 515      |
| Alvaiázere          | 64,51 | 19,42 | 9,40  | 1,58 | 4 754    |

### Ansião
| Partido                 | Partido                        | Votos  | %               | +/-  |
| ----------------------- | ------------------------------ | ------ | --------------- | ---- |
|                         | Partido Social Democrata       | 4 310  | 53,19 / 100,00  | 9,11 |
|                         | Partido Socialista             | 2 517  | 31,06 / 100,00  | 5,99 |
|                         | Partido Popular                | 652    | 8,05 / 100,00   | 0,10 |
|                         | Bloco de Esquerda              | 163    | 2,01 / 100,00   | 1,19 |
|                         | Coligação Democrática Unitária | 97     | 1,20 / 100,00   | 0,20 |
|                         | Outros                         | 136    | 1,67 / 100,00   |      |
| Votos Inválidos         | Votos Inválidos                | 228    | 2,82 / 100,00   | 1,07 |
| Total                   | Total                          | 8 103  | 100,00 / 100,00 |      |
| Eleitorado/Participação | Eleitorado/Participação        | 12 134 | 66,78 / 100,00  | 0,35 |

| Freguesia              | %     | %     | %    | %    | %    | Votantes |
| Freguesia              | PSD   | PS    | PP   | BE   | CDU  | Votantes |
| ---------------------- | ----- | ----- | ---- | ---- | ---- | -------- |
| Alvorge                | 55,01 | 27,58 | 9,61 | 1,81 | 0,84 | 718      |
| Ansião                 | 39,59 | 43,22 | 7,35 | 3,21 | 2,64 | 1 402    |
| Avelar                 | 39,21 | 44,18 | 8,39 | 2,41 | 1,71 | 1 288    |
| Chão de Couce          | 56,31 | 28,01 | 7,63 | 2,35 | 0,71 | 1 403    |
| Lagarteira             | 55,99 | 28,97 | 8,08 | 0,84 | 0,28 | 359      |
| Pousaflores            | 62,69 | 21,57 | 9,63 | 1,36 | 0,54 | 737      |
| Santiago da Guarda     | 65,10 | 21,24 | 7,52 | 1,11 | 0,79 | 1 888    |
| Torre de Vale de Todos | 56,17 | 28,25 | 7,47 | 2,27 | 0,65 | 308      |
| Ansião                 | 53,19 | 31,06 | 8,05 | 2,01 | 1,20 | 8 103    |

### Batalha
| Partido                 | Partido                        | Votos  | %               | +/-  |
| ----------------------- | ------------------------------ | ------ | --------------- | ---- |
|                         | Partido Social Democrata       | 4 139  | 48,31 / 100,00  | 9,67 |
|                         | Partido Socialista             | 2 314  | 27,01 / 100,00  | 6,61 |
|                         | Partido Popular                | 1 096  | 12,79 / 100,00  | 2,31 |
|                         | Bloco de Esquerda              | 371    | 4,33 / 100,00   | 2,55 |
|                         | Coligação Democrática Unitária | 105    | 1,23 / 100,00   | 0,20 |
|                         | Outros                         | 165    | 1,92 / 100,00   |      |
| Votos Inválidos         | Votos Inválidos                | 377    | 4,40 / 100,00   | 1,95 |
| Total                   | Total                          | 8 567  | 100,00 / 100,00 |      |
| Eleitorado/Participação | Eleitorado/Participação        | 12 202 | 70,21 / 100,00  | 0,39 |

| Freguesia         | %     | %     | %     | %    | %    | Votantes |
| Freguesia         | PSD   | PS    | PP    | BE   | CDU  | Votantes |
| ----------------- | ----- | ----- | ----- | ---- | ---- | -------- |
| Batalha           | 41,19 | 32,33 | 12,26 | 5,89 | 1,74 | 3 972    |
| Golpilheira       | 51,65 | 23,98 | 11,59 | 4,10 | 1,00 | 1 001    |
| Reguengo do Fetal | 42,87 | 33,71 | 13,36 | 3,57 | 1,26 | 1 430    |
| São Mamede        | 63,45 | 14,23 | 13,96 | 2,08 | 0,37 | 2 164    |
| Batalha           | 48,31 | 27,01 | 12,79 | 4,33 | 1,23 | 8 567    |

### Bombarral
| Partido                 | Partido                        | Votos  | %               | +/-   |
| ----------------------- | ------------------------------ | ------ | --------------- | ----- |
|                         | Partido Socialista             | 2 786  | 39,07 / 100,00  | 7,81  |
|                         | Partido Social Democrata       | 2 302  | 32,29 / 100,00  | 11,79 |
|                         | Partido Popular                | 821    | 11,51 / 100,00  | 2,61  |
|                         | Coligação Democrática Unitária | 501    | 7,03 / 100,00   | 1,42  |
|                         | Bloco de Esquerda              | 322    | 4,52 / 100,00   | 2,61  |
|                         | Outros                         | 155    | 2,17 / 100,00   |       |
| Votos Inválidos         | Votos Inválidos                | 243    | 3,41 / 100,00   | 1,76  |
| Total                   | Total                          | 7 130  | 100,00 / 100,00 |       |
| Eleitorado/Participação | Eleitorado/Participação        | 11 712 | 60,88 / 100,00  | 2,14  |

| Freguesia | %     | %     | %     | %    | %    | Votantes |
| Freguesia | PS    | PSD   | PP    | CDU  | BE   | Votantes |
| --------- | ----- | ----- | ----- | ---- | ---- | -------- |
| Bombarral | 41,35 | 26,36 | 10,39 | 9,80 | 6,83 | 3 062    |
| Carvalhal | 36,86 | 37,38 | 10,90 | 4,49 | 4,03 | 1 514    |
| Pó        | 40,60 | 38,75 | 10,44 | 2,55 | 1,39 | 431      |
| Roliça    | 39,40 | 33,47 | 12,82 | 7,09 | 2,11 | 1 467    |
| Vale Covo | 31,86 | 41,31 | 16,01 | 2,74 | 2,29 | 656      |
| Bombarral | 39,07 | 32,29 | 11,51 | 7,03 | 4,52 | 7 130    |

### Caldas da Rainha
| Partido                 | Partido                        | Votos  | %               | +/-   |
| ----------------------- | ------------------------------ | ------ | --------------- | ----- |
|                         | Partido Socialista             | 9 495  | 38,48 / 100,00  | 6,29  |
|                         | Partido Social Democrata       | 8 897  | 36,05 / 100,00  | 11,71 |
|                         | Partido Popular                | 2 282  | 9,25 / 100,00   | 1,49  |
|                         | Bloco de Esquerda              | 1 668  | 6,76 / 100,00   | 4,02  |
|                         | Coligação Democrática Unitária | 985    | 3,99 / 100,00   | 0,71  |
|                         | Outros                         | 525    | 2,12 / 100,00   |       |
| Votos Inválidos         | Votos Inválidos                | 825    | 3,34 / 100,00   | 1,51  |
| Total                   | Total                          | 24 677 | 100,00 / 100,00 |       |
| Eleitorado/Participação | Eleitorado/Participação        | 39 654 | 62,23 / 100,00  | 1,93  |

| Freguesia                          | %     | %     | %     | %    | %    | Votantes |
| Freguesia                          | PS    | PSD   | PP    | BE   | CDU  | Votantes |
| ---------------------------------- | ----- | ----- | ----- | ---- | ---- | -------- |
| A dos Francos                      | 32,90 | 42,90 | 10,22 | 4,62 | 4,09 | 930      |
| Alvorninha                         | 28,49 | 51,45 | 10,48 | 2,70 | 2,57 | 1 555    |
| Caldas da Rainha (N. S. do Pópulo) | 42,69 | 29,79 | 9,84  | 8,01 | 4,63 | 7 402    |
| Caldas da Rainha (Santo Onofre)    | 47,17 | 25,59 | 7,45  | 8,59 | 5,66 | 4 857    |
| Carvalhal Benfeito                 | 18,68 | 63,16 | 8,17  | 2,33 | 1,17 | 771      |
| Coto                               | 45,84 | 31,97 | 6,20  | 6,53 | 2,94 | 613      |
| Foz do Arelho                      | 37,52 | 37,84 | 9,38  | 7,47 | 2,54 | 629      |
| Landal                             | 22,31 | 57,16 | 10,33 | 3,58 | 0,83 | 726      |
| Nadadouro                          | 31,36 | 38,38 | 11,14 | 8,94 | 4,68 | 727      |
| Salir de Matos                     | 37,13 | 36,95 | 9,92  | 5,39 | 2,74 | 1 169    |
| Salir do Porto                     | 44,68 | 31,68 | 5,20  | 6,38 | 4,02 | 423      |
| Santa Catarina                     | 25,42 | 50,91 | 12,57 | 4,19 | 1,98 | 1 766    |
| São Gregório                       | 30,34 | 43,15 | 11,46 | 3,37 | 3,37 | 445      |
| Serra do Bouro                     | 32,44 | 47,45 | 8,58  | 4,29 | 2,41 | 373      |
| Tornada                            | 44,57 | 27,99 | 7,59  | 9,47 | 5,04 | 1 647    |
| Vidais                             | 28,26 | 52,80 | 7,76  | 4,04 | 2,33 | 644      |
| Caldas da Rainha                   | 38,48 | 36,05 | 9,25  | 6,76 | 3,99 | 24 677   |

### Castanheira de Pera
| Partido                 | Partido                        | Votos | %               | +/-  |
| ----------------------- | ------------------------------ | ----- | --------------- | ---- |
|                         | Partido Socialista             | 1 330 | 60,26 / 100,00  | 7,19 |
|                         | Partido Social Democrata       | 639   | 28,95 / 100,00  | 7,12 |
|                         | Partido Popular                | 53    | 2,40 / 100,00   | 2,09 |
|                         | Bloco de Esquerda              | 48    | 2,17 / 100,00   | 1,02 |
|                         | Coligação Democrática Unitária | 41    | 1,86 / 100,00   | 0,26 |
|                         | Outros                         | 33    | 1,50 / 100,00   |      |
| Votos Inválidos         | Votos Inválidos                | 63    | 2,86 / 100,00   | 0,48 |
| Total                   | Total                          | 2 207 | 100,00 / 100,00 |      |
| Eleitorado/Participação | Eleitorado/Participação        | 3 391 | 65,08 / 100,00  | 3,34 |

| Freguesia           | %     | %     | %    | %    | %    | Votantes |
| Freguesia           | PS    | PSD   | PP   | BE   | CDU  | Votantes |
| ------------------- | ----- | ----- | ---- | ---- | ---- | -------- |
| Castanheira de Pera | 61,75 | 27,23 | 2,38 | 2,15 | 1,91 | 2 097    |
| Coentral            | 31,82 | 61,82 | 2,73 | 2,73 | 0,91 | 110      |
| Castanheira de Pera | 60,26 | 28,95 | 2,40 | 2,17 | 1,86 | 2 207    |

### Figueiró dos Vinhos
| Partido                 | Partido                        | Votos | %               | +/-   |
| ----------------------- | ------------------------------ | ----- | --------------- | ----- |
|                         | Partido Social Democrata       | 2 198 | 47,59 / 100,00  | 11,88 |
|                         | Partido Socialista             | 1 805 | 39,08 / 100,00  | 9,59  |
|                         | Partido Popular                | 234   | 5,07 / 100,00   | 1,20  |
|                         | Bloco de Esquerda              | 89    | 1,93 / 100,00   | 1,26  |
|                         | Coligação Democrática Unitária | 72    | 1,56 / 100,00   | 0,83  |
|                         | Outros                         | 69    | 1,50 / 100,00   |       |
| Votos Inválidos         | Votos Inválidos                | 152   | 3,29 / 100,00   | 1,09  |
| Total                   | Total                          | 4 619 | 100,00 / 100,00 |       |
| Eleitorado/Participação | Eleitorado/Participação        | 6 516 | 70,89 / 100,00  | 1,68  |

| Freguesia           | %     | %     | %    | %    | %    | Votantes |
| Freguesia           | PSD   | PS    | PP   | BE   | CDU  | Votantes |
| ------------------- | ----- | ----- | ---- | ---- | ---- | -------- |
| Aguda               | 55,04 | 33,86 | 5,44 | 1,36 | 0,91 | 883      |
| Arega               | 50,83 | 37,64 | 5,69 | 1,25 | 0,97 | 720      |
| Bairradas           | 38,85 | 48,12 | 3,75 | 1,10 | 1,10 | 453      |
| Campelo             | 30,84 | 59,91 | 2,20 | 1,32 | 2,20 | 227      |
| Figueiró dos Vinhos | 47,09 | 37,71 | 5,27 | 2,57 | 2,01 | 2 336    |
| Figueiró dos Vinhos | 47,59 | 39,08 | 5,07 | 1,93 | 1,56 | 4 619    |

### Leiria
| Partido                 | Partido                        | Votos  | %               | +/-   |
| ----------------------- | ------------------------------ | ------ | --------------- | ----- |
|                         | Partido Social Democrata       | 28 811 | 43,07 / 100,00  | 11,19 |
|                         | Partido Socialista             | 20 548 | 30,72 / 100,00  | 5,46  |
|                         | Partido Popular                | 7 879  | 11,78 / 100,00  | 0,44  |
|                         | Bloco de Esquerda              | 3 800  | 5,68 / 100,00   | 3,21  |
|                         | Coligação Democrática Unitária | 1 688  | 2,52 / 100,00   | 0,45  |
|                         | Outros                         | 1 352  | 2,02 / 100,00   |       |
| Votos Inválidos         | Votos Inválidos                | 2 812  | 4,21 / 100,00   | 1,67  |
| Total                   | Total                          | 66 890 | 100,00 / 100,00 |       |
| Eleitorado/Participação | Eleitorado/Participação        | 98 488 | 67,92 / 100,00  | 2,09  |

| Freguesia               | %     | %     | %     | %    | %    | Votantes |
| Freguesia               | PSD   | PS    | PP    | BE   | CDU  | Votantes |
| ----------------------- | ----- | ----- | ----- | ---- | ---- | -------- |
| Amor                    | 32,60 | 33,26 | 14,49 | 8,01 | 3,70 | 2 408    |
| Arrabal                 | 44,90 | 22,83 | 19,57 | 4,89 | 2,21 | 1 717    |
| Azoia                   | 39,69 | 34,87 | 10,84 | 5,88 | 2,13 | 1 411    |
| Bajouca                 | 69,68 | 9,04  | 14,08 | 2,30 | 0,52 | 1 349    |
| Barosa                  | 33,30 | 39,87 | 10,18 | 8,23 | 2,68 | 1 081    |
| Barreira                | 47,04 | 29,55 | 11,57 | 5,38 | 1,29 | 1 858    |
| Bidoeira de Cima        | 73,57 | 9,02  | 8,86  | 1,02 | 0,78 | 1 275    |
| Boa Vista               | 54,77 | 21,59 | 13,81 | 3,06 | 0,83 | 1 079    |
| Caranguejeira           | 63,20 | 12,92 | 15,23 | 2,66 | 0,49 | 3 041    |
| Carreira                | 37,50 | 35,42 | 11,22 | 5,93 | 3,21 | 624      |
| Carvide                 | 40,49 | 33,41 | 8,60  | 7,72 | 2,34 | 1 709    |
| Chainça                 | 61,10 | 17,80 | 14,68 | 3,12 | 0    | 545      |
| Coimbrão                | 41,28 | 35,06 | 10,15 | 5,08 | 1,82 | 1 044    |
| Colmeias                | 59,98 | 21,23 | 9,76  | 2,83 | 0,98 | 2 049    |
| Cortes                  | 34,84 | 38,73 | 10,87 | 5,65 | 2,02 | 1 877    |
| Leiria                  | 35,37 | 37,19 | 10,81 | 7,89 | 3,73 | 7 999    |
| Maceira                 | 34,02 | 37,30 | 10,00 | 6,77 | 4,49 | 5 640    |
| Marrazes                | 33,27 | 41,42 | 8,08  | 7,28 | 4,04 | 9 624    |
| Memória                 | 61,14 | 18,93 | 12,62 | 1,78 | 0,39 | 507      |
| Milagres                | 49,97 | 25,89 | 10,38 | 4,35 | 1,51 | 1 657    |
| Monte Real              | 35,35 | 37,72 | 9,05  | 8,07 | 2,37 | 1 437    |
| Monte Redondo           | 45,77 | 24,24 | 16,45 | 3,54 | 2,67 | 2 401    |
| Ortigosa                | 46,94 | 21,28 | 20,89 | 2,92 | 1,07 | 1 029    |
| Parceiros               | 35,57 | 38,08 | 8,14  | 8,44 | 2,61 | 1 954    |
| Pousos                  | 36,95 | 37,48 | 10,01 | 7,00 | 2,21 | 3 986    |
| Regueira de Pontes      | 35,53 | 31,18 | 18,29 | 4,95 | 2,70 | 1 334    |
| Santa Catarina da Serra | 62,47 | 13,50 | 16,07 | 2,28 | 0,68 | 2 496    |
| Santa Eufémia           | 55,52 | 16,79 | 18,62 | 1,90 | 1,08 | 1 477    |
| Souto da Carpalhosa     | 56,92 | 18,89 | 14,59 | 3,02 | 0,70 | 2 282    |
| Leiria                  | 43,07 | 30,72 | 11,78 | 5,68 | 2,52 | 66 890   |

### Marinha Grande
| Partido                 | Partido                        | Votos  | %               | +/-  |
| ----------------------- | ------------------------------ | ------ | --------------- | ---- |
|                         | Partido Socialista             | 8 589  | 43,07 / 100,00  | 3,85 |
|                         | Coligação Democrática Unitária | 3 655  | 18,33 / 100,00  | 1,24 |
|                         | Partido Social Democrata       | 3 503  | 17,57 / 100,00  | 8,32 |
|                         | Bloco de Esquerda              | 2 291  | 11,49 / 100,00  | 7,59 |
|                         | Partido Popular                | 800    | 4,01 / 100,00   | 2,57 |
|                         | PCTP/MRPP                      | 248    | 1,24 / 100,00   | 0,10 |
|                         | Outros                         | 271    | 1,37 / 100,00   |      |
| Votos Inválidos         | Votos Inválidos                | 585    | 2,94 / 100,00   | 0,33 |
| Total                   | Total                          | 19 942 | 100,00 / 100,00 |      |
| Eleitorado/Participação | Eleitorado/Participação        | 30 211 | 66,01 / 100,00  | 5,02 |

| Freguesia        | %     | %     | %     | %     | %    | %    | Votantes |
| Freguesia        | PS    | CDU   | PSD   | BE    | PP   | PCTP | Votantes |
| ---------------- | ----- | ----- | ----- | ----- | ---- | ---- | -------- |
| Marinha Grande   | 42,01 | 19,89 | 16,95 | 11,77 | 4,10 | 1,24 | 15 836   |
| Moita            | 56,42 | 12,01 | 13,19 | 10,72 | 2,94 | 1,53 | 849      |
| Vieira de Leiria | 44,73 | 12,37 | 21,71 | 10,32 | 3,87 | 1,17 | 3 257    |
| Marinha Grande   | 43,07 | 18,33 | 17,57 | 11,49 | 4,01 | 1,24 | 19 942   |

### Nazaré
| Partido                 | Partido                        | Votos  | %               | +/-   |
| ----------------------- | ------------------------------ | ------ | --------------- | ----- |
|                         | Partido Socialista             | 3 936  | 50,48 / 100,00  | 6,49  |
|                         | Partido Social Democrata       | 2 074  | 26,60 / 100,00  | 10,18 |
|                         | Bloco de Esquerda              | 628    | 8,05 / 100,00   | 4,55  |
|                         | Coligação Democrática Unitária | 484    | 6,21 / 100,00   | 0,06  |
|                         | Partido Popular                | 348    | 4,46 / 100,00   | 2,07  |
|                         | Outros                         | 124    | 1,59 / 100,00   |       |
| Votos Inválidos         | Votos Inválidos                | 203    | 2,60 / 100,00   | 0,75  |
| Total                   | Total                          | 7 797  | 100,00 / 100,00 |       |
| Eleitorado/Participação | Eleitorado/Participação        | 13 030 | 59,84 / 100,00  | 3,66  |

| Freguesia         | %     | %     | %     | %     | %    | Votantes |
| Freguesia         | PS    | PSD   | BE    | CDU   | PP   | Votantes |
| ----------------- | ----- | ----- | ----- | ----- | ---- | -------- |
| Famalicão         | 48,11 | 31,60 | 4,89  | 2,65  | 7,54 | 981      |
| Nazaré            | 52,42 | 26,61 | 7,95  | 5,27  | 4,00 | 5 145    |
| Valado dos Frades | 45,90 | 23,64 | 10,23 | 11,19 | 4,07 | 1 671    |
| Nazaré            | 50,48 | 26,60 | 8,05  | 6,21  | 4,46 | 7 797    |

### Óbidos
| Partido                 | Partido                        | Votos | %               | +/-   |
| ----------------------- | ------------------------------ | ----- | --------------- | ----- |
|                         | Partido Socialista             | 2 676 | 45,01 / 100,00  | 7,57  |
|                         | Partido Social Democrata       | 2 019 | 33,96 / 100,00  | 13,16 |
|                         | Partido Popular                | 390   | 6,56 / 100,00   | 0,74  |
|                         | Bloco de Esquerda              | 299   | 5,03 / 100,00   | 3,43  |
|                         | Coligação Democrática Unitária | 253   | 4,25 / 100,00   | 1,18  |
|                         | Outros                         | 113   | 1,90 / 100,00   |       |
| Votos Inválidos         | Votos Inválidos                | 196   | 3,30 / 100,00   | 1,21  |
| Total                   | Total                          | 5 946 | 100,00 / 100,00 |       |
| Eleitorado/Participação | Eleitorado/Participação        | 9 763 | 60,90 / 100,00  | 1,37  |

| Freguesia            | %     | %     | %    | %    | %    | Votantes |
| Freguesia            | PS    | PSD   | PP   | BE   | CDU  | Votantes |
| -------------------- | ----- | ----- | ---- | ---- | ---- | -------- |
| A-dos-Negros         | 48,91 | 26,12 | 8,40 | 5,75 | 5,29 | 869      |
| Amoreira             | 49,45 | 32,48 | 5,47 | 5,29 | 2,92 | 548      |
| Gaeiras              | 52,52 | 23,48 | 6,88 | 6,27 | 5,47 | 1 133    |
| Óbidos (Santa Maria) | 43,74 | 36,28 | 5,40 | 4,71 | 5,51 | 871      |
| Óbidos (São Pedro)   | 42,54 | 35,21 | 6,20 | 7,18 | 4,08 | 710      |
| Olho Marinho         | 48,40 | 30,42 | 4,87 | 5,04 | 5,04 | 595      |
| Sobral da Lagoa      | 50,43 | 31,47 | 5,60 | 3,45 | 2,59 | 232      |
| Usseira              | 25,96 | 56,94 | 7,65 | 1,81 | 1,21 | 497      |
| Vau                  | 34,22 | 49,90 | 7,74 | 2,04 | 2,04 | 491      |
| Óbidos               | 45,01 | 33,96 | 6,56 | 5,03 | 4,25 | 5 946    |

### Pedrogão Grande
| Partido                 | Partido                  | Votos | %               | +/-   |
| ----------------------- | ------------------------ | ----- | --------------- | ----- |
|                         | Partido Social Democrata | 1 469 | 55,00 / 100,00  | 10,98 |
|                         | Partido Socialista       | 847   | 31,71 / 100,00  | 7,26  |
|                         | Partido Popular          | 123   | 4,61 / 100,00   | 0,32  |
|                         | Bloco de Esquerda        | 42    | 1,57 / 100,00   | 0,96  |
|                         | Outros                   | 78    | 2,90 / 100,00   |       |
| Votos Inválidos         | Votos Inválidos          | 112   | 4,19 / 100,00   | 1,96  |
| Total                   | Total                    | 2 671 | 100,00 / 100,00 |       |
| Eleitorado/Participação | Eleitorado/Participação  | 4 029 | 66,29 / 100,00  | 0,63  |

| Freguesia       | %     | %     | %    | %    | Votantes |
| Freguesia       | PSD   | PS    | PP   | BE   | Votantes |
| --------------- | ----- | ----- | ---- | ---- | -------- |
| Graça           | 62,46 | 25,76 | 4,55 | 0,67 | 594      |
| Pedrógão Grande | 52,86 | 33,08 | 5,22 | 1,91 | 1 572    |
| Vila Facaia     | 52,87 | 34,46 | 2,77 | 1,58 | 505      |
| Pedrógão Grande | 55,00 | 31,71 | 4,61 | 1,57 | 2 671    |

### Peniche
| Partido                 | Partido                        | Votos  | %               | +/-  |
| ----------------------- | ------------------------------ | ------ | --------------- | ---- |
|                         | Partido Socialista             | 6 021  | 45,87 / 100,00  | 4,18 |
|                         | Partido Social Democrata       | 3 440  | 26,21 / 100,00  | 9,37 |
|                         | Coligação Democrática Unitária | 1 500  | 11,43 / 100,00  | 2,81 |
|                         | Partido Popular                | 802    | 6,11 / 100,00   | 2,20 |
|                         | Bloco de Esquerda              | 714    | 5,44 / 100,00   | 3,22 |
|                         | Outros                         | 263    | 2,01 / 100,00   |      |
| Votos Inválidos         | Votos Inválidos                | 387    | 2,94 / 100,00   | 0,98 |
| Total                   | Total                          | 13 127 | 100,00 / 100,00 |      |
| Eleitorado/Participação | Eleitorado/Participação        | 22 785 | 57,61 / 100,00  | 1,46 |

| Freguesia           | %     | %     | %     | %    | %    | Votantes |
| Freguesia           | PS    | PSD   | CDU   | PP   | BE   | Votantes |
| ------------------- | ----- | ----- | ----- | ---- | ---- | -------- |
| Atouguia da Baleia  | 40,49 | 36,34 | 4,05  | 9,73 | 4,26 | 3 897    |
| Ferrel              | 58,95 | 21,40 | 5,69  | 3,21 | 5,05 | 1 089    |
| Peniche (Ajuda)     | 45,56 | 21,53 | 16,58 | 5,08 | 6,61 | 3 841    |
| Peniche (Conceição) | 49,89 | 21,76 | 12,88 | 4,22 | 6,76 | 2 321    |
| Peniche (São Pedro) | 47,25 | 25,32 | 13,12 | 5,08 | 5,59 | 1 181    |
| Serra d'El-Rei      | 41,98 | 23,68 | 20,05 | 4,39 | 2,01 | 798      |
| Peniche             | 45,87 | 26,21 | 11,43 | 6,11 | 5,44 | 13 127   |

### Pombal
| Partido                 | Partido                        | Votos  | %               | +/-   |
| ----------------------- | ------------------------------ | ------ | --------------- | ----- |
|                         | Partido Social Democrata       | 14 259 | 51,65 / 100,00  | 11,27 |
|                         | Partido Socialista             | 8 152  | 29,53 / 100,00  | 6,74  |
|                         | Partido Popular                | 2 255  | 8,17 / 100,00   | 0,13  |
|                         | Bloco de Esquerda              | 1 064  | 3,85 / 100,00   | 2,20  |
|                         | Coligação Democrática Unitária | 398    | 1,44 / 100,00   | 0,39  |
|                         | Outros                         | 543    | 1,97 / 100,00   |       |
| Votos Inválidos         | Votos Inválidos                | 938    | 3,40 / 100,00   | 1,33  |
| Total                   | Total                          | 27 609 | 100,00 / 100,00 |       |
| Eleitorado/Participação | Eleitorado/Participação        | 46 705 | 59,11 / 100,00  | 1,18  |

| Freguesia           | %     | %     | %     | %    | %    | Votantes |
| Freguesia           | PSD   | PS    | PP    | BE   | CDU  | Votantes |
| ------------------- | ----- | ----- | ----- | ---- | ---- | -------- |
| Abiul               | 65,50 | 18,83 | 7,90  | 1,94 | 1,10 | 1 545    |
| Albergaria dos Doze | 46,63 | 33,76 | 8,39  | 4,10 | 1,07 | 1 025    |
| Almagreira          | 59,25 | 24,72 | 8,57  | 2,47 | 0,86 | 1 622    |
| Carnide             | 74,70 | 7,59  | 11,11 | 1,10 | 0,66 | 909      |
| Carriço             | 52,45 | 28,90 | 6,56  | 4,25 | 1,10 | 1 813    |
| Guia                | 51,07 | 32,44 | 5,54  | 4,61 | 1,00 | 1 498    |
| Ilha                | 72,52 | 10,84 | 10,28 | 1,96 | 0,47 | 1 070    |
| Louriçal            | 52,15 | 28,12 | 7,90  | 3,73 | 1,48 | 2 493    |
| Mata Mourisca       | 65,58 | 19,09 | 5,38  | 2,84 | 1,52 | 985      |
| Meirinhas           | 71,48 | 13,53 | 8,50  | 1,34 | 0,78 | 894      |
| Pelariga            | 46,72 | 35,63 | 7,86  | 3,32 | 1,40 | 1 145    |
| Pombal              | 38,67 | 40,18 | 7,42  | 5,92 | 2,35 | 7 026    |
| Redinha             | 43,79 | 40,10 | 7,30  | 3,02 | 1,34 | 1 192    |
| Santiago de Litém   | 42,46 | 34,96 | 8,51  | 5,56 | 2,11 | 1 187    |
| São Simão de Litém  | 54,26 | 23,26 | 15,06 | 3,10 | 0,11 | 903      |
| Vermoil             | 55,97 | 23,74 | 10,65 | 2,44 | 1,15 | 1 474    |
| Vila Cã             | 55,43 | 27,17 | 9,30  | 2,66 | 1,33 | 828      |
| Pombal              | 51,65 | 29,53 | 8,17  | 3,85 | 1,44 | 27 609   |

### Porto de Mós
| Partido                 | Partido                        | Votos  | %               | +/-   |
| ----------------------- | ------------------------------ | ------ | --------------- | ----- |
|                         | Partido Social Democrata       | 5 348  | 39,38 / 100,00  | 13,41 |
|                         | Partido Socialista             | 4 921  | 36,24 / 100,00  | 8,54  |
|                         | Partido Popular                | 1 447  | 10,66 / 100,00  | 1,07  |
|                         | Bloco de Esquerda              | 615    | 4,53 / 100,00   | 2,55  |
|                         | Coligação Democrática Unitária | 392    | 2,89 / 100,00   | 0,78  |
|                         | Outros                         | 316    | 2,31 / 100,00   |       |
| Votos Inválidos         | Votos Inválidos                | 541    | 3,98 / 100,00   | 1,59  |
| Total                   | Total                          | 13 580 | 100,00 / 100,00 |       |
| Eleitorado/Participação | Eleitorado/Participação        | 19 668 | 69,05 / 100,00  | 1,65  |

| Freguesia                       | %     | %     | %     | %    | %    | Votantes |
| Freguesia                       | PSD   | PS    | PP    | BE   | CDU  | Votantes |
| ------------------------------- | ----- | ----- | ----- | ---- | ---- | -------- |
| Alcaria                         | 54,23 | 17,91 | 14,43 | 4,48 | 4,48 | 201      |
| Alqueidão da Serra              | 36,93 | 39,70 | 8,12  | 4,64 | 4,28 | 1 121    |
| Alvados                         | 65,34 | 12,50 | 11,93 | 3,41 | 0,85 | 352      |
| Arrimal                         | 55,60 | 17,84 | 18,05 | 2,07 | 0,83 | 482      |
| Calvaria de Cima                | 32,71 | 43,00 | 8,95  | 5,23 | 4,08 | 1 128    |
| Juncal                          | 40,45 | 33,35 | 8,90  | 5,40 | 3,71 | 1 832    |
| Mendiga                         | 41,20 | 34,43 | 15,09 | 1,93 | 1,74 | 517      |
| Mira de Aire                    | 28,31 | 49,50 | 8,15  | 5,81 | 2,95 | 2 307    |
| Pedreiras                       | 44,41 | 32,74 | 10,46 | 4,48 | 1,78 | 1 405    |
| Porto de Mós (São João Batista) | 34,93 | 39,57 | 10,94 | 5,22 | 2,90 | 1 380    |
| Porto de Mós (São Pedro)        | 35,98 | 39,26 | 11,10 | 3,88 | 3,22 | 1 648    |
| São Bento                       | 64,34 | 10,66 | 20,22 | 1,29 | 2,02 | 544      |
| Serro Ventoso                   | 45,55 | 27,60 | 11,61 | 3,62 | 1,21 | 663      |
| Porto de Mós                    | 39,38 | 36,24 | 10,66 | 4,53 | 2,89 | 13 580   |